# Triazolobenzodiazepine

Formula di struttura del triazolam, una comune triazolobenzodiazepina

Le triazolobenzodiazepine, abbreviate come TBZD, sono una classe di farmaci derivati dalle benzodiazepine (BZD). Dal punto di vista chimico si differenziano dalle altre benzodiazepine per la presenza di un anello triazolico legato all'anello diazepinico. Gli anelli triazolico e diazepinico condividono un atomo di azoto.
Gli esempi includono:
- Adinazolam
- Alprazolam
- Bromazolam
- Clonazolam
- Estazolam
- Fenazolam
- Flualprazolam
- Flubromazolam
- Flunitrazolam
- Nitrazolam
- Rilmazolam
- Triazolam

## Sintesi
La sintesi chimica delle 1-metiltriazolobenzodiazepine (tipo alprazolam) è possibile riscaldando le 1,4-benzodiazepin-2-tione con idrazina e acido acetico in n-butanolo, sotto riflusso.